# 天空橋站
天空橋站（日语：／ Tenkūbashi eki */?）是位於日本東京都大田區羽田空港一丁目，屬於京濱急行電鐵、東京單軌電車的鐵路車站。京急機場線的車站編號是「KK15」、東京單軌電車羽田機場線是「MO 07」。
現在的站名來自鄰近跨越海老取川的行人天橋「天空橋」。

## 位置

### 京濱急行電鐵
本站及其前身在過去長期是京急的羽田機場最近站，是往機場航廈的對外交通站。
在東京國際機場航廈移轉與機場線（舊穴守線）延伸前，1991年休止的舊「羽田機場站」在1993年於該線的地下延伸路線上復活，更名為「羽田站」。正確上來說，「羽田站」非「羽田機場站」的後繼車站，而是全新的車站。本站在變更站名前是機場線的終點站。
視為本站前身的「羽田機場站」在1956年啟用。該站位於現址往京急蒲田站方向約200公尺處、海老取川對岸的大田区羽田五丁目（35°32′57.5″N 139°45′7″E / 35.549306°N 139.75194°E），是羽田機場移轉前的舊機場航廈對外交通站。但實際上「對地理不熟悉的乘客根據站名下車後，卻見到羽田機場在河川的另一岸」，加上當時機場線幾乎全日僅有京急蒲田 - 羽田機場折返的普通列車，無法背負起機場對外交通的重任。舊羽田機場站曾開設往舊機場航廈的接駁巴士，但因使用者太少而廢止。1980年代羽田機場遷移計畫具體化後，本站重新開設小型接駁巴士（機場相關人士通勤時段改為中型巴士），白天約一小時一班。
為確保機場遷移後的對外交通路線，1991年1月16日穴守稻荷 - 羽田機場間停止營業，1993年3月31日廢止初代羽田機場站。翌日4月1日在現址新設「羽田站」。另外，服務舊羽田機場站周邊居民的海老取川行人橋「天空橋」同日啟用。舊羽田機場站用地改建為停車場。
與以前相比，機場對外交通的便利性已有提升。在新機場航廈啟用前，本站有循環巴士供民眾來往舊航廈，新航廈啟用後則由東京單軌電車提供轉乘直通新航廈服務。1998年羽田機場站（現羽田機場第1、第2航站樓站）啟用，本站卸下機場對外交通的任務，並將站名改為現行的「天空橋站」，東京單軌電車轉乘口也隨之縮小。
本站設站前的臨時站名為「羽田機場口站」。

#### 沿革
- 1956年（昭和31年）4月20日 - 稻荷橋站改稱穴守稻荷站，休止區間的穴守稻荷 - 羽田機場間恢復通車，羽田機場站啟用。
- 1985年（昭和60年）6月18日 - 申請羽田機場站 - 羽田機場口站（暫稱）間的延伸許可（同年7月24日取得執照）[4]。
- 1988年（昭和63年）9月26日 - 羽田機場站 - 羽田機場口站（暫稱）間的延伸工程動工[5]。
- 1991年（平成3年）
  - 1月16日 - 隨著延伸工程進行，穴守稻荷 - 羽田機場間停止營業[5]。
- 1993年（平成5年）
  - 3月31日 - 羽田機場站廢止。
  - 4月1日 - 延伸工程完成，新設羽田站[3]。穴守稻荷 - 羽田間恢復通車。雖然地點不同，但是78年後京急再次有「羽田站」。
  - 9月27日 - 開始與東京單軌電車羽田線（現東京單軌電車羽田機場線）車站的連絡業務。
- 1998年（平成10年）11月18日 - 羽田機場站（現羽田機場第1、第2航站樓站）啟用，為避免誤解更名為天空橋站[6]。
- 2007年（平成19年）3月18日 - IC卡「PASMO」啟用。
- 2010年（平成22年）5月16日 - 改點，成為機場急行停靠站。

### 東京單軌電車
隨著羽田機場航廈遷移與路線延伸，舊羽田站（35°32′56″N 139°45′37″E / 35.54889°N 139.76028°E）遷移至現址並更名。在此之前該站為移轉前的羽田機場航廈地下車站。現在整備場站往機場方向的地下入口東側原是前往舊站的地下入口，現已填埋為空地。整備場站與舊羽田站之間為單線運行。

#### 沿革
- 1964年（昭和39年）9月17日 - 羽田站啟用。
- 1993年（平成5年）9月27日 - 隨著延伸羽田機場站（現羽田機場第1航站樓站）延伸遷移至現址，開始與京急機場線的連絡業務。舊月台停止使用後填埋。
- 1998年（平成10年）11月18日 - 京急機場線羽田機場站啟用，更名為天空橋站。
- 2002年（平成14年）4月21日 - IC卡「Suica」啟用。

## 結構
本站位於羽田機場用地內的西南側地下，兩線在此地啟用時的站名皆為「羽田」。之後京急機場線延伸至羽田機場站（現羽田機場第1、第2航站樓站）後改為現名，以避免造成民眾誤解。東京單軌電車的整備場站與新整備場站也同樣在機場用地內但不使用「羽田」、「機場」等相關詞彙。
京急、東京單軌電車彼此為獨立站房，設有兩個轉乘專用剪票口。但是羽田機場方向月台互通剪票口僅在7時至11時開放（京急→東京單軌電車單向通行），其他時段只能使用京急羽田機場方面月台與東京單軌電車濱松町方向連絡口。另外，京急機場線在延伸至羽田機場之前，兩個轉乘口都是全日開放。

### 京濱急行電鐵
對向式月台2面2線的地底車站。
月台牆面使用以天空為意象的藍色磁磚裝飾。延伸羽田機場以前，1號線為下車月台，2號線為上車月台，並設有橫渡線與兩條折返線。2號線亦設有列車資訊顯示器。之後在延伸羽田機場後停止使用橫渡線，折返線也作為本線使用，各月台增設列車進站資訊裝置。
京急線站內可使用NTT DOCOMO的docomo Wi-Fi、NTT東日本的FLET'S SPOT等無線網路服務。2012年8月也可使用UQ Communications的WiMAX。各月台與出口皆設有電扶梯。電梯則設於各月台及A1出口。B1層（剪票口層）設有多功能廁所。
2012年10月21日改點起，午間與週六日夜間的品川方向機場急行升格為快特，橫濱方向機場急行以10分間隔運行。因此該時段從本站往都營淺草線新橋方向，或是品川、都營淺草線方向往本站時，需在京急蒲田站轉乘橫濱方向發出的機場急行。
本站往來都營淺草線大門以北時，搭乘東京單軌電車至濱松町站轉乘較為快速。

#### 月台配置

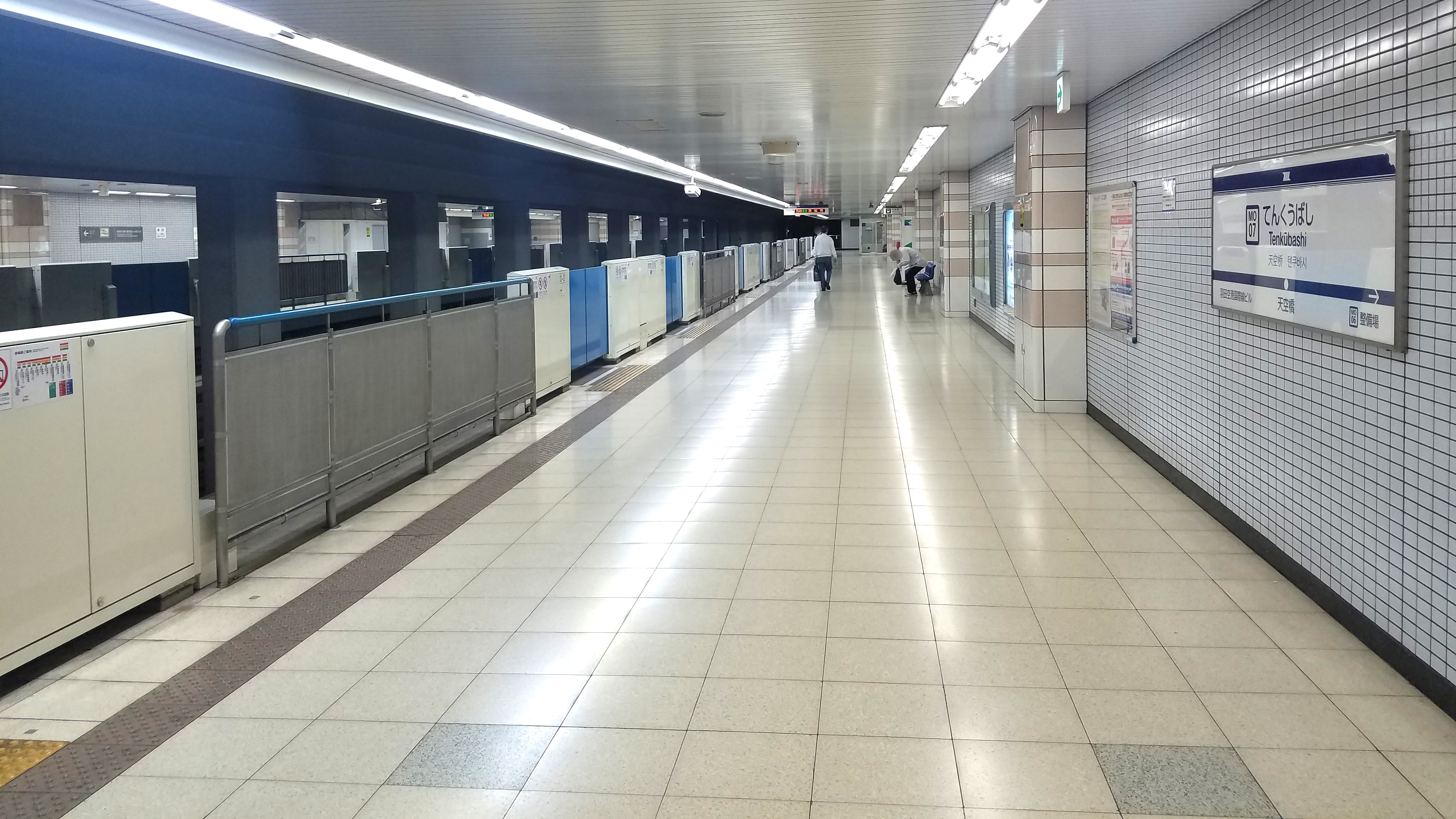
月台（2019年11月）
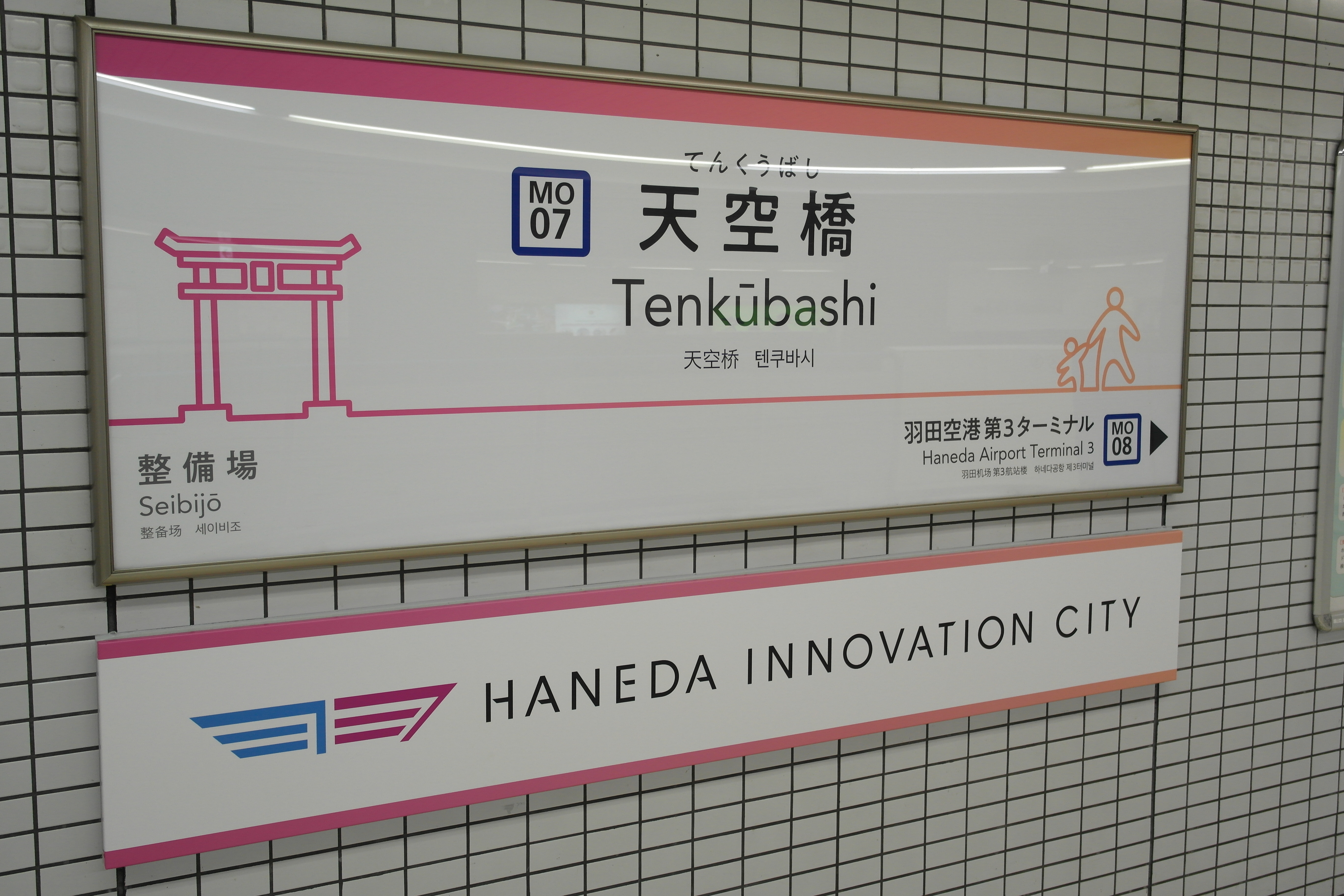
站名牌（東京單軌）
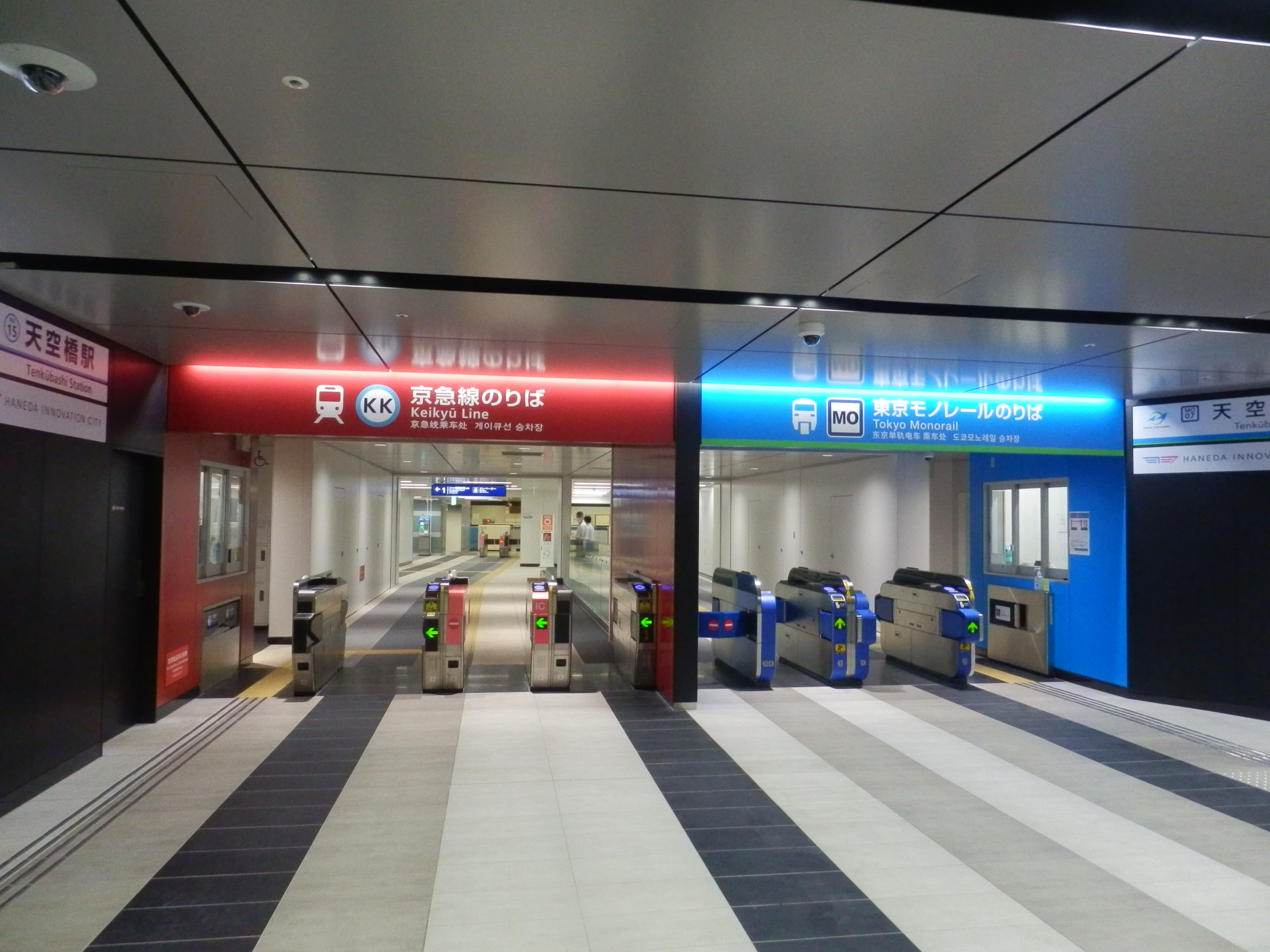
HICity口

| 月台 | 路線   | 目的地                                             |
| ---- | ------ | -------------------------------------------------- |
| 1    | 機場線 | 羽田機場第3航站樓、羽田機場第1、第2航站樓方向      |
| 2    | 機場線 | 京急蒲田、品川、橫濱、淺草線、京成本線、北總線方向 |

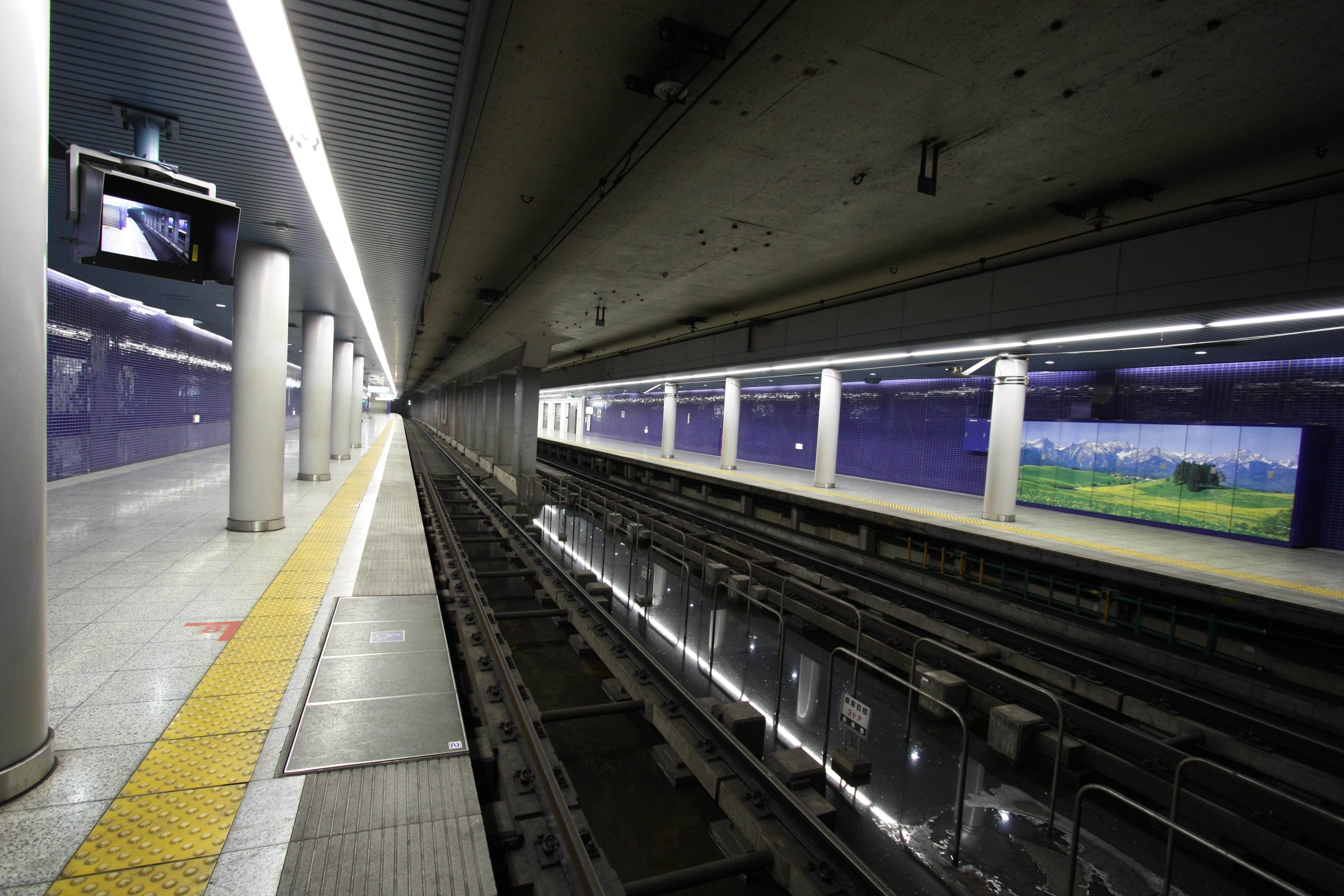
月台（2010年3月）
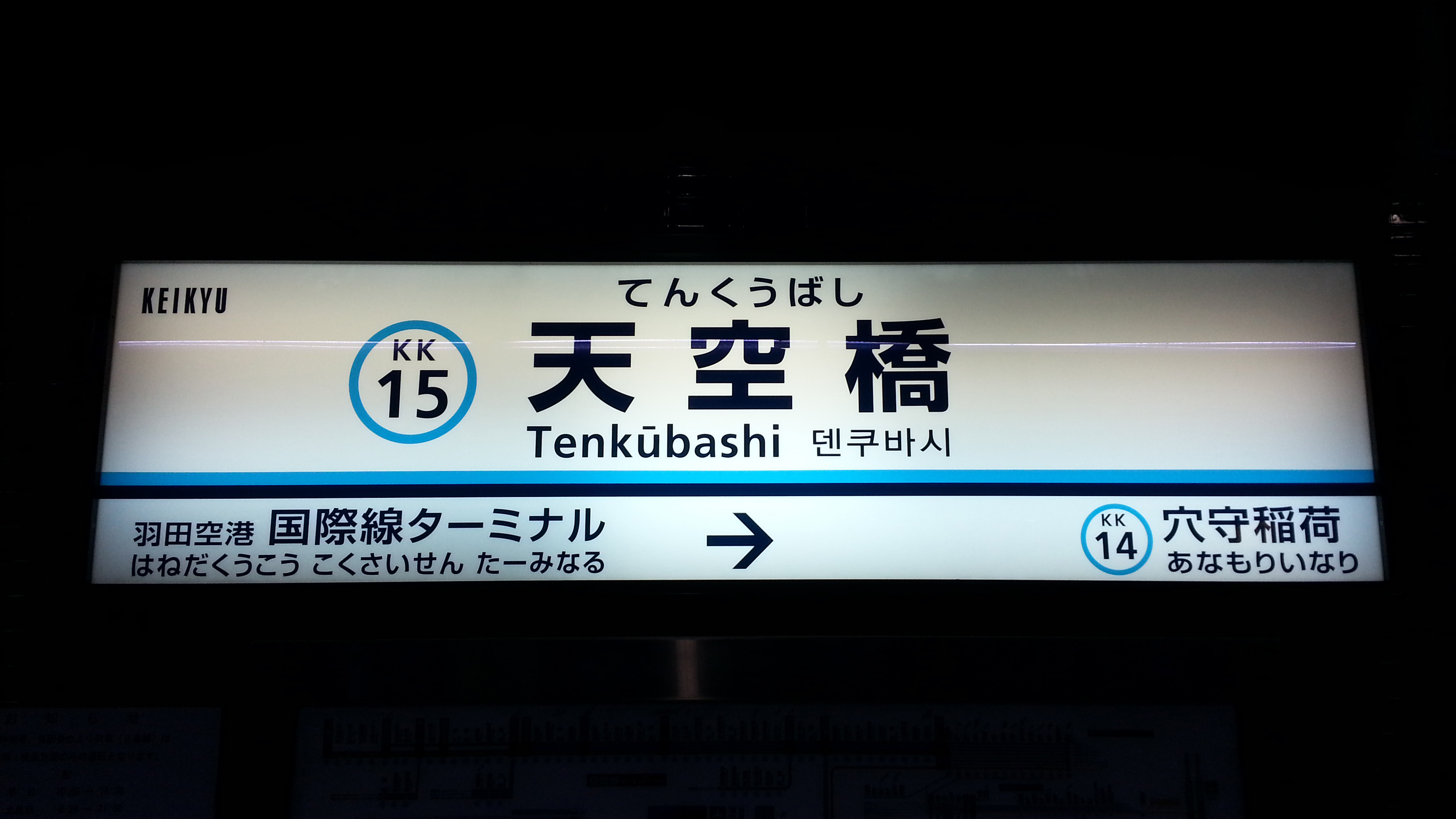
站名牌（京急）

### 東京單軌電車
對向式月台2面2線的地底車站。
東京單軌電車的站房是以飛機引擎作為設計靈感來源。延伸羽田機場（現羽田機場第1航站樓）前，月台配置是島式月台1面2線。本站站內沒有電梯或電扶梯。僅B1層京急電鐵連絡口有無障礙斜坡。

#### 月台配置
| 路線                   | 方向 | 目的地                                 |
| ---------------------- | ---- | -------------------------------------- |
| 東京單軌電車羽田機場線 | 下行 | 第3航站樓、第1航站樓、第2航站樓方向    |
| 東京單軌電車羽田機場線 | 上行 | 流通中心、天王洲島、單軌電車濱松町方向 |

- 月台（2019年11月）
- 站名牌（東京單軌）
- HICity口

## 使用情況
- 京濱急行電鐵 - 2015年度的1日平均上下車人次為18,426人[7]。
- 東京單軌電車 - 2015年度的1日平均上下車人次為10,199人[8]。

### 各年度1日平均上下車人次
近年1日平均上下車人次變化如下表。
| 年度               | 京急               | 京急   | 轉乘人次 | 東京單軌電車       | 東京單軌電車 |
| 年度               | 1日平均 上下車人次 | 增長率 | 轉乘人次 | 1日平均 上下車人次 | 增長率       |
| ------------------ | ------------------ | ------ | -------- | ------------------ | ------------ |
| 2003年（平成15年） | 11,116             | 3.0%   | 5,136    |                    |              |
| 2004年（平成16年） | 11.089             | -0.2%  | 5,649    |                    |              |
| 2005年（平成17年） | 11,483             | 3.6%   | 6,003    | 11,414             |              |
| 2006年（平成18年） | 11,789             | 2.7%   | 6,496    | 11,871             |              |
| 2007年（平成19年） | 12,790             | 8.5%   | 6,239    | 11,257             |              |
| 2008年（平成20年） | 14,693             | 14.9%  | 6,361    | 11,851             |              |
| 2009年（平成21年） | 15,656             | 6.6%   | 6,111    | 11,501             |              |
| 2010年（平成22年） | 14,492             | -7.4%  | 5,563    | 10,478             |              |
| 2011年（平成23年） | 13,324             | -8.1%  | 5,288    | 9,752              |              |
| 2012年（平成24年） | 13,092             | -1.7%  | 5,451    | 9,766              |              |
| 2013年（平成25年） | 13,678             | 4.5%   | 5,797    | 10,129             |              |
| 2014年（平成26年） | 12,753             | -6.8%  | 5,614    |                    |              |
| 2015年（平成27年） | 12,644             | -0.9%  | 5,782    |                    |              |
| 2016年（平成28年） |                    |        |          | 10,679             |              |

### 各年度1日平均上車人次
通車以來1日平均上車人次如下表。
| 年度               | 東京單軌電車 羽田站（初代） | 京濱急行電鐵 羽田機場站（初代） | 來源   |
| ------------------ | --------------------------- | ------------------------------- | ------ |
| 1990年（平成02年） | 44,373                      | 7,783                           | [ 12 ] |
| 1991年（平成03年） | 46,689                      | 廢除                            | [ 13 ] |
| 1992年（平成04年） | 48,044                      | 廢除                            | [ 14 ] |

| 年度               | 東京單軌電車  | 京濱急行電鐵  | 來源   |
| 年度               | 羽田站（2代） | 羽田站（2代） | 來源   |
| ------------------ | ------------- | ------------- | ------ |
| 1993年（平成05年） | 31,230        | 9,493         | [ 15 ] |
| 1994年（平成06年） | 15,455        | 13,175        | [ 16 ] |
| 1995年（平成07年） | 15,615        | 13,585        | [ 17 ] |
| 1996年（平成08年） | 15,803        | 13,696        | [ 18 ] |
| 1997年（平成09年） | 15,641        | 13,663        | [ 19 ] |
| 1998年（平成10年） | 13,537        | 12,145        | [ 20 ] |

| 年度               | 東京單軌電車 | 京濱急行電鐵 | 來源   |
| 年度               | 天空橋站     | 天空橋站     | 來源   |
| ------------------ | ------------ | ------------ | ------ |
| 1999年（平成11年） | 6,842        | 7,388        | [ 21 ] |
| 2000年（平成12年） | 6,203        | 7,356        | [ 22 ] |
| 2001年（平成13年） | 6,214        | 7,638        | [ 23 ] |
| 2002年（平成14年） | 6,066        | 7,762        | [ 24 ] |
| 2003年（平成15年） | 5,511        | 7,790        | [ 25 ] |
| 2004年（平成16年） | 5,912        | 8,060        | [ 26 ] |
| 2005年（平成17年） | 5,759        | 8,427        | [ 27 ] |
| 2006年（平成18年） | 6,003        | 8,822        | [ 28 ] |
| 2007年（平成19年） | 5,937        | 9,134        | [ 29 ] |
| 2008年（平成20年） | 6,348        | 10,159       | [ 30 ] |
| 2009年（平成21年） | 6,195        | 10,515       | [ 31 ] |
| 2010年（平成22年） | 5,641        | 9,712        | [ 32 ] |
| 2011年（平成23年） | 5,281        | 9,027        | [ 33 ] |
| 2012年（平成24年） | 5,310        | 9,041        | [ 34 ] |
| 2013年（平成25年） | 5,602        | 9,490        | [ 35 ] |
| 2014年（平成26年） | 5,649        | 8,939        | [ 36 ] |
| 2015年（平成27年） | 5,736        | 8,978        | [ 37 ] |

## 周邊
車站位於羽田機場用地內，靠近B跑道。在第二次世界大戰後受到GHQ的疏散政策等影響下，海老取川以東沒有民家。北方有各公司的保養廠與相關設施，東方是跑道遷移後留下約53公頃的空地。大田區規劃在此區域進行羽田機場舊址利用計畫，本站周邊為第一期區域，將作為產業支援、文化交流與多功能廣場及綠地。現在有一部分已被指定為災害時避難場所。過去車站東側有東急羽田大飯店及日本航空運營中心，在羽田機場第2航廈啟用後關閉。
- 東京消防廳蒲田消防署機場分署（日语：東京消防庁第二消防方面本部）
- 警視廳東京機場警察署（日语：東京空港警察署）弁天橋交番
- 穴守稻荷神社（日语：穴守稲荷神社）
- 平和祈願鳥居 - 舊穴守稲荷神社鳥居。過去在機場內，1999年移至現址。
- HANEDA INNOVATION CITY（日语：HANEDA INNOVATION CITY）（羽田機場舊址社區營造推進計畫第一期）
- 機場振興財團羽田綜合中心
- JAL航空機整備東京
- 大田漁業協同組合
- 羽田機場天空橋碼頭[38]
- 海老取川（日语：海老取川）
- 多摩川
- 国道131号
- 東京都道311號環狀八號線（日语：東京都道311号環状八号線）

### 巴士路線
- 天空橋站（羽田京急巴士）
  - [空71] 羽田機場循環
  - [森21] 經六間堀、平和島站往大森站東口 ※ 1日5班
  - [蒲31]  經六間堀、日之出通往蒲田站東口 ※ 1日1班
  - [蒲42]、［蒲43］  經六間堀、萩中往蒲田站東口
  - [蒲73]  經六間堀、六鄉橋（日语：六郷橋）往蒲田站東口
  - [川77]  經六間堀、六鄉橋往川崎站東口 ※ 僅早晨
  - [蒲42] 往整備場 ※ 平日1班
  - [森21]、[蒲31]、[蒲43]、[蒲73]、[空71]、[川77] 往羽田車庫（日语：京浜急行バス羽田営業所）

車站往南還有機場入口巴士站。

## 其他
- 東京單軌電車在2004年以前，羽田機場方向月台廣播往羽田機場的資訊，濱松町方向月台廣播京急線轉乘資訊。由於1998年3月以前車站東側還有機場國際線航廈，因此乘客也在本站下車，航廈遷移後隨之修改廣播內容。
- 京急至羽田機場兩站的票價含有170日圓的加成運費，但本站至該兩站未達加成運費的170日圓標準，若是要從沒有其他優惠的京急本線各站至羽田機場，先至本站再買本站至羽田機場的車票會比較便宜。
- 1994年2月的日本電視台系資訊節目『追跡』曾撥出舊羽田站拆除前的月台。
- 車站西側有東海道貨物線隧道通過。過去有在本站附近設置「機場口站」作為轉乘站的構想，但在貨物線的第一種鐵道事業者東日本旅客鐵道（JR東日本）將東京單軌電車納入旗下後終止該計畫（著眼2020年東京奧運，利用東海道貨物線的羽田機場直通線計畫再次浮上檯面；但該計畫不與本站轉乘，而是新闢隧道直通機場）。神奈川縣仍期望建設「羽田機場神奈川出口[[[Wikipedia:格式手册/链接#章節|錨點失效]]]」構思中的轉乘站[39]。

## 相鄰車站
京濱急行電鐵
 機場線
■機場快特、■快特
通過
■特急、■機場急行、■普通
穴守稻荷（KK14）－天空橋（KK15）－羽田機場第3航站樓（KK16）
 東京單軌電車
 東京單軌電車羽田機場線
■機場快速、■區間快速
通過
■普通
整備場（MO 06）－天空橋（MO 07）－羽田機場第3航站樓（MO 08）

## 外部連結
- 天空橋站（各站資訊） - 京濱急行電鐵（日語）
- 天空橋站（页面存档备份，存于） - 東京單軌電車（日語）